# جانيت يونغ
جانيت يونغ (بالإنجليزية: Janet Young)‏ هي لاعب كرة مضرب أسترالية، ولدت في 22 أكتوبر 1951 في ملبورن في أستراليا.

## وصلات خارجية
- جانيت يونغ على موقع رابطة محترفات التنس (الإنجليزية)
- جانيت يونغ على موقع الاتحاد الدولي لكرة المضرب (الإنجليزية)
- جانيت يونغ على موقع كأس بيلي جين كينغ (الإنجليزية)
- جانيت يونغ على موقع اتحاد التنس الأسترالي (الإنجليزية)
- جانيت يونغ على موقع خلاصة التنس.كوم (الإنجليزية)